# Mairi (kommun)
Mairi är en kommun i Brasilien.   Den ligger i delstaten Bahia, i den östra delen av landet, 1 000 km nordost om huvudstaden Brasília. Antalet invånare är 19 335.
Följande samhällen finns i Mairi:
- Mairi

Omgivningarna runt Mairi är huvudsakligen savann. Runt Mairi är det ganska glesbefolkat, med 22 invånare per kvadratkilometer.